# U-449 (tàu ngầm Đức)
U-449 là một tàu ngầm tấn công  Lớp Type VII thuộc phân lớp Type VIIC được Hải quân Đức Quốc Xã chế tạo trong Chiến tranh Thế giới thứ hai. Nhập biên chế năm 1942, nó chỉ thực hiện được một chuyến tuần tra duy nhất mà không đánh chìm được mục tiêu nào trước khi bị các tàu sà lúp Anh HMS Wren, HMS Woodpecker, HMS Kite và HMS Wild Goose thả mìn sâu đánh chìm trong Đại Tây Dương về phía Tây Bắc mũi Ortegal vào ngày 24 tháng 6, 1943.

## Thiết kế và chế tạo

### Thiết kế

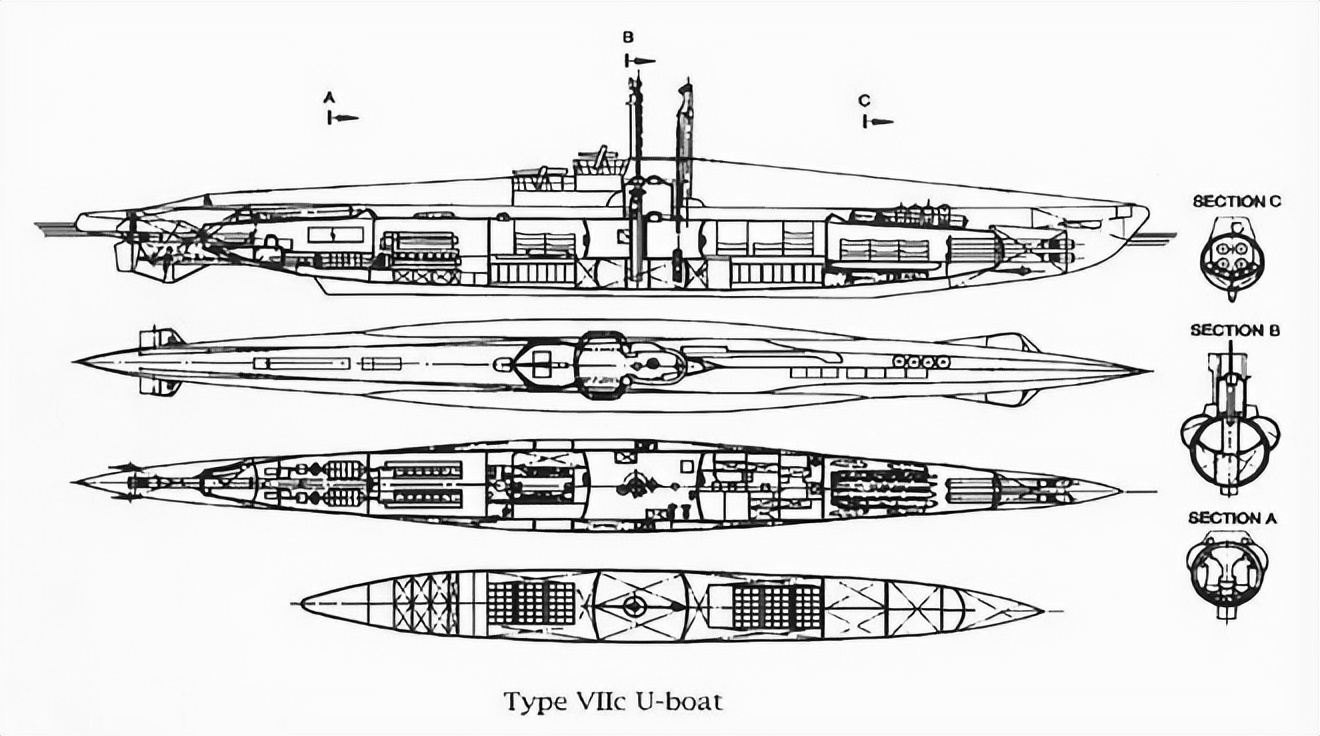
Sơ đồ các mặt cắt một tàu ngầm Type VIIC

Phân lớp VIIC của Tàu ngầm Type VII là một phiên bản VIIB được kéo dài thêm. Chúng có trọng lượng choán nước 769 t (757 tấn Anh) khi nổi và 871 t (857 tấn Anh) khi lặn). Con tàu có chiều dài chung 67,10 m (220 ft 2 in), lớp vỏ trong chịu áp lực dài 50,50 m (165 ft 8 in), mạn tàu rộng 6,20 m (20 ft 4 in), chiều cao 9,60 m (31 ft 6 in) và mớn nước 4,74 m (15 ft 7 in).
Chúng trang bị hai động cơ diesel Germaniawerft F46 siêu tăng áp 6-xy lanh 4 thì, tổng công suất 2.800–3.200 PS (2.100–2.400 kW; 2.800–3.200 bhp), dẫn động hai trục chân vịt đường kính 1,23 m (4,0 ft), cho phép đạt tốc độ tối đa 17,7 kn (32,8 km/h), và tầm hoạt động tối đa 8.500 nmi (15.700 km) khi đi tốc độ đường trường 10 kn (19 km/h). Khi đi ngầm dưới nước, chúng sử dụng hai động cơ/máy phát điện Garbe, Lahmeyer & Co. RP 137/c  tổng công suất 750 PS (550 kW; 740 shp). Tốc độ tối đa khi lặn là 7,6 kn (14,1 km/h), và tầm hoạt động 80 nmi (150 km) ở tốc độ 4 kn (7,4 km/h). Con tàu có khả năng lặn sâu đến 230 m (750 ft).
Vũ khí trang bị có năm ống phóng ngư lôi 53,3 cm (21 in), bao gồm bốn ống trước mũi và một ống phía đuôi, và mang theo tổng cộng 14 quả ngư lôi, hoặc tối đa 22 quả thủy lôi TMA, hoặc 33 quả TMB. Tàu ngầm Type VIIC bố trí một hải pháo 8,8 cm SK C/35 cùng một pháo phòng không 2 cm (0,79 in) trên boong tàu. Thủy thủ đoàn bao gồm 4 sĩ quan và 40-56 thủy thủ.

### Chế tạo
U-449 được đặt hàng vào ngày 21 tháng 11, 1940, và được đặt lườn tại xưởng tàu Schichau-Werke ở Danzig (nay là Gdańsk thuộc Ba Lan) vào ngày 17 tháng 7, 1941. Nó được hạ thủy vào ngày 13 tháng 6, 1942, và nhập biên chế cùng Hải quân Đức Quốc Xã vào ngày 22 tháng 8, 1942 dưới quyền chỉ huy của Hạm trưởng, Trung úy Hải quân Hermann Otto.

## Lịch sử hoạt động
Sau khi hoàn tất việc huấn luyện trong thành phần Chi hạm đội U-boat 8, U-449 được điều sang Chi hạm đội U-boat 7 từ ngày 1 tháng 5, 1943 để hoạt động trên tuyến đầu cho đến khi bị mất.
Nó khởi hành từ cảng Kiel, Đức vào ngày 1 tháng 6 cho chuyến tuần tra duy nhất trong chiến tranh, tiến ra Bắc Hải, rồi băng qua khe GI-UK giữa quần đảo Faroe và Iceland để vòng qua quần đảo Anh. Đang khi hoạt động trong vùng biển Bắc Đại Tây Dương về phía Đông Nam Greenland vào ngày 14 tháng 6, chiếc tàu ngầm bị một máy bay ném bom B-24 Liberator thuộc Liên đội 120 Không quân Hoàng gia Anh hộ tống cho Đoàn tàu ONS-10 thả mìn sâu tấn công, nhưng chỉ bị hư hại nhẹ.
Trên đường hướng về vùng bờ biển Đại Tây Dương của Pháp, ở vị trí về phía Tây Bắc mũi Ortegal, Tây Ban Nha vào ngày 24 tháng 6, U-449 bị các tàu sà lúp Anh HMS Wren, HMS Woodpecker, HMS Kite và HMS Wild Goose thả mìn sâu đánh chìm tại tọa độ 45°00′B 11°59′T / 45°B 11,983°T. Toàn bộ 49 thành viên thủy thủ đoàn của U-449 đã tử trận.